# Haid (Gemeinde Bad Leonfelden)
Haid ist eine Ortschaft in der Stadtgemeinde Bad Leonfelden im Mühlviertel in Oberösterreich. Die Ortschaft hat 236 Einwohner (Stand: 1. Jänner 2024).

## Geographie
Die Ortschaft liegt in den Südlichen Böhmerwaldausläufern. Sie ist Teil der Katastralgemeinde Laimbach. Zur Ortschaft Haid gehören 65 Adressen (Stand: 1. April 2020). Sie umfasst die gleichnamige Rotte Haid und die Einzelsiedlung Hölzlbauer.
Die Rotte Haid befindet sich in den Einzugsgebieten des Laimbachs, des Steinbachs und des Sägemühlbachs.

## Geschichte
Der Ortsname wurde im Jahr 1356 als auf der Haid urkundlich genannt. Er verweist auf ein ödes, nicht ackerbaulich genutztes Stück Land, auf dem Heidekraut, Gestrüpp und einzelne Bäume, vor allem Föhren, wachsen.
Infolge eines Blitzeinschlags brannte am 7. Juni 1900 das Joslbauerngut nieder.
Laut Adressbuch von Österreich waren im Jahr 1938 in Haid ein Gastwirt, zwei Mühlen samt Sägewerk und mehrere Landwirte ansässig. Weiters gab es beim Ort eine Kartonagen-Fabrik.

## Kultur und Sehenswürdigkeiten
Zwei Wanderwege verlaufen durch Haid: die 14,5 Kilometer lange, mittelschwere Brunnwald-Runde und die 7,8 Kilometer lange, leichte Steinwald-Runde. Mehrere mittelschwere Radtour-Strecken passieren die Siedlung: die 113,8 Kilometer lange Mühlviertler Hochland-Tour / Erwin’s Wadlbeißer-Tour, die 47,9 Kilometer lange Sternwald-Grenzland-Runde, die 20,4 Kilometer lange Stern-Runde, die 17,3 Kilometer lange Vorderweißenbacher Runde und die 10,4 Kilometer lange Stadtrunde Bad Leonfelden.

## Verkehr
Die Böhmerwald Straße (B 38) führt durch Haid. Es gibt eine Haltestelle Bad Leonfelden Auf der Haid des Regionalbusverkehrs.